# Subways of Your Mind
«Subways of Your Mind» (с англ. — «Чертоги твоего разума»; также известна как Самая загадочная песня в Интернете, Like The Wind, TMS) — песня группы Fex из города Киль, Западная Германия, выполненная в стиле нью-вейв и постпанк.
Прозвучав на радиостанции Norddeutscher Rundfunk (NDR) в 1984 году, она была записана на кассету одним из слушателей. Отрывок песни был выложен в социальных сетях в 2007 году, однако пользователи не смогли её идентифицировать. Поиски информации о композиции и авторстве изначально велись в небольших музыкальных сообществах, но в 2019 году разрослись до масштабов интернет-феномена.
4 ноября 2024 года оригинал записи был подтверждён на тематическом разделе Reddit.

## Предыстория

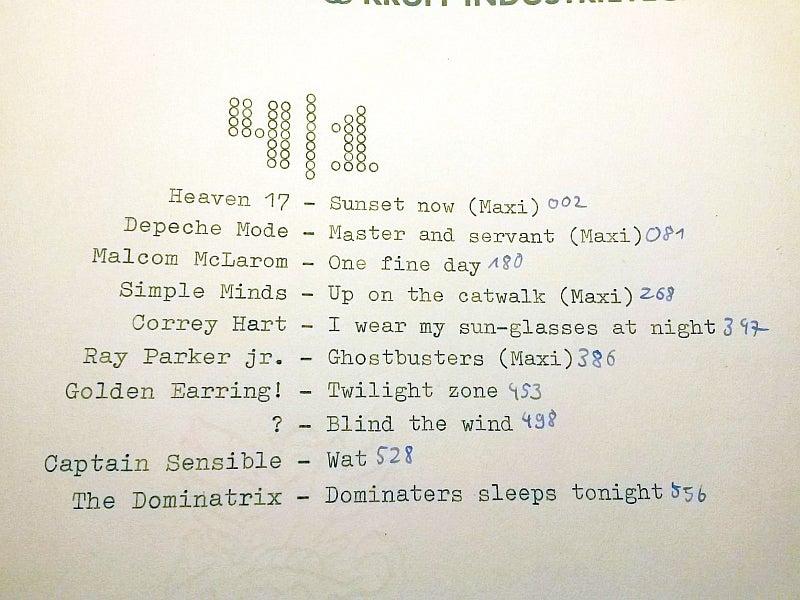

Согласно статье из журнала Rolling Stone за сентябрь 2019 года, человек по имени Дариус записал песню из радиопередачи под названием Musik für junge Leute («Музыка для молодых людей»), которую он слушал на немецкой радиостанции NDR, вероятно, в 1984 году. По словам Дариуса, он записал песню на кассету, подписанную как «Кассета 4», вместе с песнями групп XTC и The Cure, выпущенными приблизительно в 1984 году. Дополнительным свидетельством наиболее вероятной ранней даты эфира было то, что кассетная магнитола Technics, который он использовал для записи, была также выпущена в 1984 году. Дариус специально вырезал речи ведущих, что, скорее всего, и привело к утрате точной даты эфира и названия песни.
В 1985 году Дариус создал плейлист, содержащий неопознанные песни из его коллекции, в 2004 году он оцифровал их в форматы .aiff и .m4a. Затем сестра Дариуса Лидия подарила ему на день рождения веб-домен (Unknown Pleasures), который был использован для распространения информации о плейлисте.
18 марта 2007 года Лидия начала предпринимать попытки опознать исполнителя и название песни, размещая посты под псевдонимом Антон Ридель. Она выложила оцифрованный отрывок песни на немецкий фан-сайт best-of-80s.de, посвящённый синти-попу 80-х, и на канадский веб-сайт spiritofradio.ca под псевдонимом «bluuue», предназначенный для идентификации песен, загруженных любителями.
Некоторые пользователи форумов, посвящённых постпанк-музыке 80-х, отметили, что вокалист, исполняющий песню, имеет акцент, который кто-то из слушателей воспринимал как немецкий, кто-то — как польский и т. д. Вероятно, это было вызвано невысоким, «кустарным» качеством записи песни. Также была выдвинута версия о том, что трек является демозаписью, а не полноценной песней, которая каким-то образом попала на немецкую радиостанцию, где и была воспроизведена диджеем — любителем независимой музыки.

## Популярность
Загадочность неустановленной песни набрала вирусную популярность в 2019 году, когда подросток из Бразилии Габриэль да Сильва Виейра (Systemica) начал поиски доказательств её происхождения. Он загрузил клип с песней на YouTube и в несколько групп на Reddit, посвящённых музыке, и вскоре создал сабреддит r/TheMysteriousSong.
Довольно быстро узнали, что звук от синтезатора Yamaha DX7, вышедшего в 1983 году. Машина очень дорогая и доступная скорее студии, чем малоизвестной группе.
9 июля 2019 года YouTube-блогер Джастин Вэнг выпустил эпизод своего шоу Tales from the Internet («Рассказы из Интернета»), описывающий прогресс в поисках на тот момент. После выпуска видео многие пользователи присоединились к усилиям по идентификации песни. Последнее видео на эту тему собрало свыше 1 миллиона просмотров (на июнь 2023).
Некоторым прогрессом после выпуска видео было размещение в июле 2019 года одним из пользователей Reddit полного клипа на песню, а также налаживание связи с людьми, представляющими интерес для поиска: например, с Полом Баскервилем — диджеем передачи, с эфира которой, вероятно, была записана песня. Однако Баскервиль заявил, что не помнит её.
10 июля 2020 года пользователь Reddit u/FlexxonMobil получил список песен (с двухнедельным пропуском), которые Баскервиль играл на Musik für junge Leute в 1984 году, и опубликовал его на сайте. Однако после некоторых поисков был сделан вывод, что песни «Like the Wind» в этом списке нет. То есть крайне маловероятно, что именно Баскервиль ставил песню в эфир.
С другой стороны, пользователь Discord Flier проанализировал магнитофонную запись песни и обнаружил на ней сигнал 10 кГц, который также присутствовал в других песнях на 1-й стороне 4-й кассеты и некоторых песнях на 2-й стороне. Это артефакт модуляции, имевшийся практически во всех радиопередачах NDR того времени и отсутствующий на других станциях, что подтверждало изначальное появление песни на этой станции. Сообщество Reddit, посвящённое «загадочным песням», в рамках поисков обнаружило ещё некоторые неизвестные и неустановленные записи разных жанров.
В ноябре 2021 года Лидия опубликовала пост, в котором рассказала, что неделей ранее в ходе уборки в доме обнаружила коробку с плёнками и аудиокассетами, помеченными как «Alles mögliche» («всё возможное», собственный лейбл для записанных с радиостанций микстейпов). На одной из кассет была найдена более качественная версия песни «Like the Wind», также среди записей была и песня «Gone with The Wind» группы Blue Murder, также долгое время являвшейся неопознанной. Расположение записей песен отличалось от предыдущей кассеты, что говорило о неоднократном появлении искомой песни в радиоэфире. Сама Лидия подозревала, что Дариус заиграл свою копию, в то время как копия Лидии лежала нетронутой и лучше сохранилась.
Популярность песни вызвала волну производных работ, наиболее известная — MyHouse.wad, необычный уровень для современных портов Doom.
Были несколько попыток присвоить песню, в том числе использовавшие генеративный ИИ для создания похожих песен. Эти попытки серьёзно мешали сообществу: заявитель массово требовал убрать песню и присваивал монетизацию. Поднимался шум, «правообладатель» не мог подтвердить владение, его разжаловали, и так несколько раз.

## В закрытом сообществе
Популярность песни привела к тому, что в сообщество начали приходить новички и проводить розыски с нуля, игнорируя то, что уже известно: «А это точно не Depeche Mode?» Это привело к тому, что сообщество отгородилось от внешнего мира и начало вести работу в закрытых чатах.
В апреле 2024 года один из членов сообщества узнал, что Штази, разведка и контрразведка ГДР, записывала все радиопередачи. Это могло заполнить пропуск в списке. Архивисты откликнулись, но запрос ни к чему не привёл.
Также в некоторых песнях был исполнитель «Поп-курсы» — курсы поддерживались NDR, там можно было сколотить временную группу, написать песню, попробовать отдать на радио, а потом разойтись по своим группам, и на курсах был нужный синтезатор, но это также оказалось ложным следом (удалось выйти на звукорежиссёра курсов).
Тем временем в июле 2024 узнали, что несколько лет радио NDR проводило музыкальный фестиваль Hörfest для малоизвестных музыкантов. От властей Гамбурга удалось заполучить информацию по фестивалю (деньги на это собирали всем Реддитом, одна страница стоила около 60 €¢), но участников было несколько сотен. Работали так: можно было взять группу, застолбить её на две недели и работать над ней.
Осенью 2024, чтобы ускорить работу, сообщество частично открылось, устроив по выходным так называемый Hörquest: давали 15…20 групп, и можно было делать по ним что угодно с одним правилом, ограждающим музыкантов от флуда: не публиковать контакты, взамен писать: «Я связался». Таких квестов прошло четыре штуки. Как впоследствии оказалось, данные о Hörfest всё же помогли — но необычным образом.

## Обнаружение, отклик FEX
Пользователь Reddit marijn1412 обнаружил информацию о группе FEX, победившей в другом шоу в Бремене, в старой газете Nordwest Zeitung, где их музыку описывали как «рок с примесью нью-вейва и попа». Это описание идеально подходило к звучанию таинственной песни, к тому же оказалось, что один из участников, Михаэль Хедрих, также играл в группе «Phret», участвовавшей в Hörfest. Это помогло реддитору связаться с Михаэлем, который не знал о популярности этой композиции и в итоге отправил пользователю более качественную кассету, где песня называлась «Subways of Your Mind». 4 ноября 2024 года он объявил, что песня найдена — через 40 лет после появления демо-записи, через 17 лет после первой известной онлайн-попытки опознать, и через 5 лет после создания субреддита. Оригинал был опубликован после того, как все участники группы дали на это своё разрешение.
7 ноября 2024 года в прямом эфире немецкой радиостанции NDR в Киле, в 17:50 по московскому часовому поясу (в 14:50 по UTC) трое из четырёх членов группы FEX, к тому времени старики, сыграли акустическую версию песни, а также анонсировали работу над ремастером.
5 декабря 2024 года на телеканале ZDF опубликовали новость о том,  что все четверо участников группы FEX перезаписывают песню.
13 января 2025 было объявлено, что найден оригинал, транслировавшийся радио NDR в 1984. Песня в начале имела два лишних удара в барабан — вероятно, Дариус не успел вовремя нажать запись. В этот же день, в 17:20 по московскому часовому поясу (в 14:20 по UTC) впервые была повторно транслирована качественная радио-версия песни. 14 января 2025 радио-версия получила цифровой релиз.